# Лексингтон Парк (Мериленд)
Лексингтон Парк (енгл. Lexington Park) насељено је место без административног статуса у америчкој савезној држави Мериленд.

## Демографија
По попису из 2010. године број становника је 11.626, што је 605 (5,5%) становника више него 2000. године.
| Група             | 2000.         | 2010.         |
| Белци             | 6.332 (57,5%) | 6.047 (52,0%) |
| Афроамериканци    | 3.306 (30,0%) | 3.670 (31,6%) |
| Азијати           | 465 (4,2%)    | 508 (4,4%)    |
| Хиспаноамериканци | 527 (4,8%)    | 861 (7,4%)    |
| Укупно            | 11.021        | 11.626        |